# Dasythorax santacrucis
Dasythorax santacrucis är en fjärilsart som beskrevs av Köhler 1952. Dasythorax santacrucis ingår i släktet Dasythorax och familjen nattflyn. Inga underarter finns listade i Catalogue of Life.